# Kingsglaive: Final Fantasy XV
Kingsglaive: Final Fantasy XV ist ein japanischer Computeranimationsfilm aus dem Jahr 2016. Regie führte Takeshi Nozue, während der Direktor des Rollenspiels Final Fantasy XV, Hajime Tabata, die Produktion an dem Film übernahm.
Kingsglaive ist Teil einer Multimedia-Veröffentlichung rund um das Videospiel Final Fantasy XV. Auch dazu gehört unter anderem der fünfteilige Anime Brotherhood: Final Fantasy XV.
Kingsglaive spielt parallel zu den Ereignissen von Final Fantasy XV und behandelt die Geschichte um König Regis Lucis Caelum CXIII, dem Vater des Videospielprotagonisten Noctis. Die Handlung dreht sich dabei hauptsächlich um die Kingsglaive, einer Spezialeinheit des Königs, die das Königreich Lucis und deren Kristall beschützen. Regis möchte einen Friedensvertrag mit dem Imperium Niflheim vereinbaren. Allerdings nutzt das Imperium diesen Vertrag, um Lucis anzugreifen. Zu den Synchronsprechern des Films gehören Gō Ayano, Tsutomu Isobe und Shiori Kutsuna in der japanischen Version und Aaron Paul, Sean Bean sowie Lena Headey in der englischen Version.
Der Film kam am 9. Juli 2016 durch Aniplex in die japanischen Kinos. Am 19. August ist er auch in den USA angelaufen. In den deutschsprachigen Ländern erscheint der Film am 30. September direkt auf Blu-ray und DVD. Der Film feiert am 24. August seine exklusive Deutschlandpremiere in Berlin und Nürnberg im Laufe des Fantasy Filmfests.

## Handlung

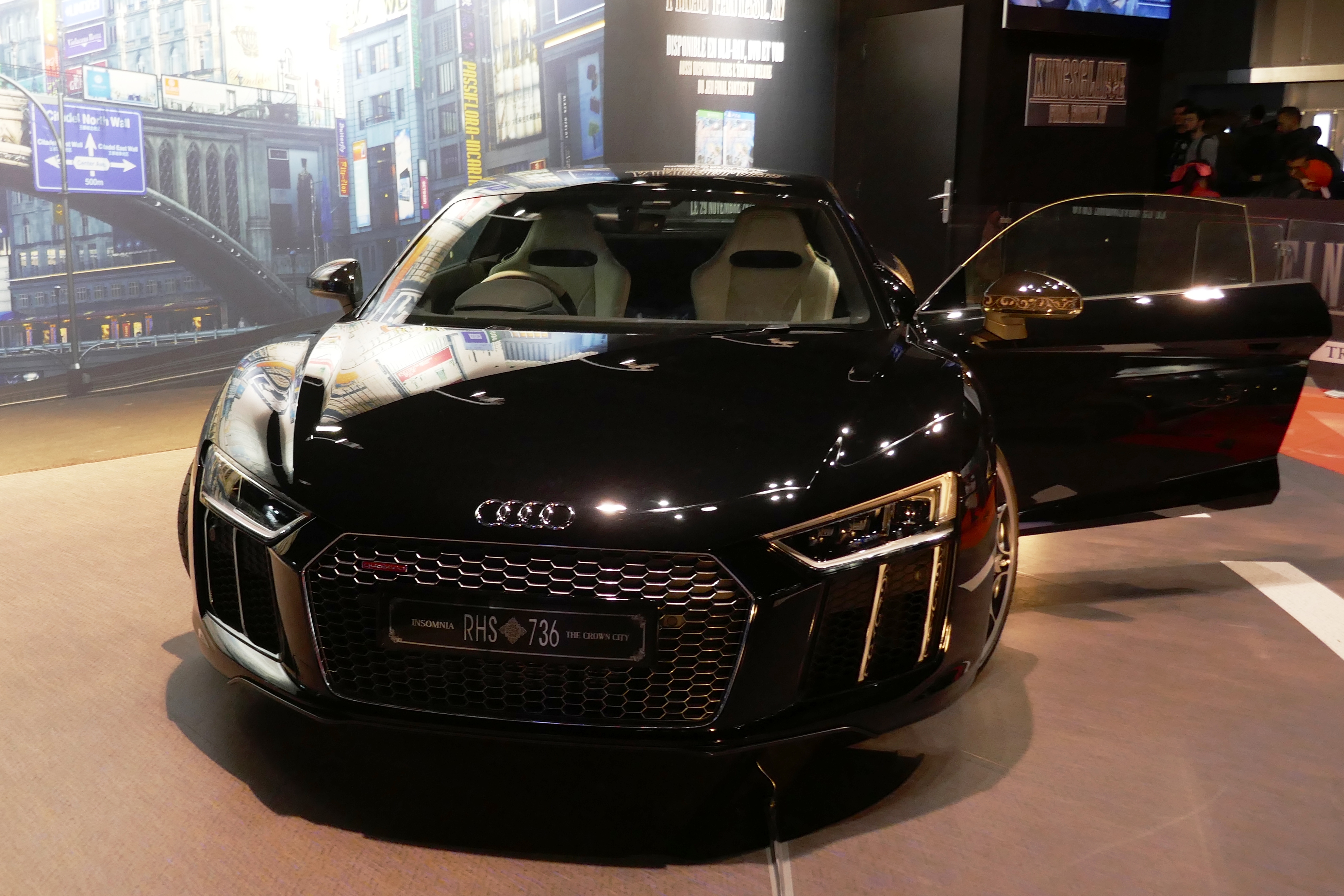
Der Audi R8 diente als Designvorlage für das Auto, mit dem im Film die königliche Familie gefahren wird. Später wurde ein echtes Model nachgebaut

Kingsglaive spielt in der fiktionalen Welt Eos. Diese Welt besteht aus diversen Nationen, vier von diesen verfügten einst über magische Kristalle. Zur Zeit des Filmes ist Lucis die letzte Nation, die über einen solchen Kristall verfügt und diesen einsetzt, um das Königreich vor dem Imperium Niflheim zu verteidigen. Allerdings nutzt Niflheim eine Friedensverhandlung, um Lucis anzugreifen. König Regis beauftragt daraufhin seine Spezialeinheit Kingsglaive, deren Mitglieder über magische Kräfte verfügen, Lucis zu verteidigen.
Der Film beginnt mit König Regis, der den Friedensvertrag unterzeichnet. Teil des Vertrages ist, dass Lucis das Territorium rund um die Hauptstadt an Niflheim abgeben muss und Prinz Noctis Lucis Caelum die ehemalige Prinzessin von Tenebrae, Lunafreya Nox Fleuret, heiratet.

## Synchronisation
Die deutsche Synchronisation entstand unter der Dialogregie von Peter Woratz durch die Scalamedia GmbH in München.
| Rolle                          | Motion Capture | Scanning Model | Englischer Sprecher | Japanischer Sprecher (Seiyū) | Deutscher Sprecher      |
| ------------------------------ | -------------- | -------------- | ------------------- | ---------------------------- | ----------------------- |
| Nyx Ulric                      | Neil Newbon    | Johan Picard   | Aaron Paul          | Gō Ayano                     | Stefan Günther          |
| Regis Lucis Caelum CXIII       | Jon Campling   | Jon Campling   | Sean Bean           | Tsutomu Isobe                | Richard van Weyden      |
| Noctis Lucis Caelum            | Takuma Harada  | -              | Ray Chase           | Tatsuhisa Suzuki             | Marco Sven Reinbold     |
| Gladiolus Amicitia             | Makoto Obata   | -              | Chris Parson        | Kenta Miyake                 | Tobias Brecklinghaus    |
| Ignis Scientia                 | Naoki Terui    | -              | Adam Croasdell      | Mamoru Miyano                | Gilles Karolyi          |
| Prompto Argentum               | Yūichi Itō     | -              | Robbie Daymond      | Tetsuya Kakihara             | Linus Kraus             |
| Lunafreya Nox Fleuret          | Amanda Piery   | Sonya Maltceva | Lena Headey         | Shiori Kutsuna               | Dina Kürten             |
| Clarus Amicitia                | Liam Mulvey    | Gil Darnell    | John DeMita         | Banjō Ginga                  | Crock Krumbiegel        |
| Iedolas Aldercapt              | David Gant     | David Gant     | David Gant          | Shōzō Iizuka                 | Bernd Stephan           |
| Ardyn Izunia                   | Jon Campling   | Edward Saxby   | Darin De Paul       | Keiji Fujiwara               | Jo van Nelsen           |
| Ravus Nox Fleuret              | David Nutley   | David Nutley   | Trevor Devall       | Yūichi Nakamura              | Marios Morenos Gavrilis |
| Pelna Khara                    | Will Bowden    | Tausif Patel   | Ben Diskin          | Wataru Takagi                | Patrick Roche           |
| Petra Fortis                   | Neil Newbon    | Ryan Oliva     | Neil Newbon         |                              | Matthias Klie           |
| Pruvia Colpus                  | Will Bowden    | Tee Morris     | Will Bowden         |                              | Niko Macoulis           |
| Titus Drautos / General Glauca | Adrian Bouchet | Adrian Bouchet | Adrian Bouchet      | Kōichi Yamadera              | Torben Liebrecht        |
| Crowe Altius                   | Andrea Tivadar | Andrea Tivadar | Alexa Kahn          | Ayumi Fujimura               | Shandra Schadt          |
| Libertus Ostium                | Liam Mulvey    | Liam Mulvey    | Liam Mulvey         | Mitsuaki Kanuka              | Ole Pfennig             |
| Luche Lazarus                  | Greg Blackford | Greg Blackford | Todd Haberkorn      | Tomokazu Seki                | Frank Schaff            |